# Pneumatopteris petrophila
Pneumatopteris petrophila är en kärrbräkenväxtart som först beskrevs av Edwin Bingham Copeland, och fick sitt nu gällande namn av Holtt. Pneumatopteris petrophila ingår i släktet Pneumatopteris och familjen Thelypteridaceae. Inga underarter finns listade.